# Ganjifa

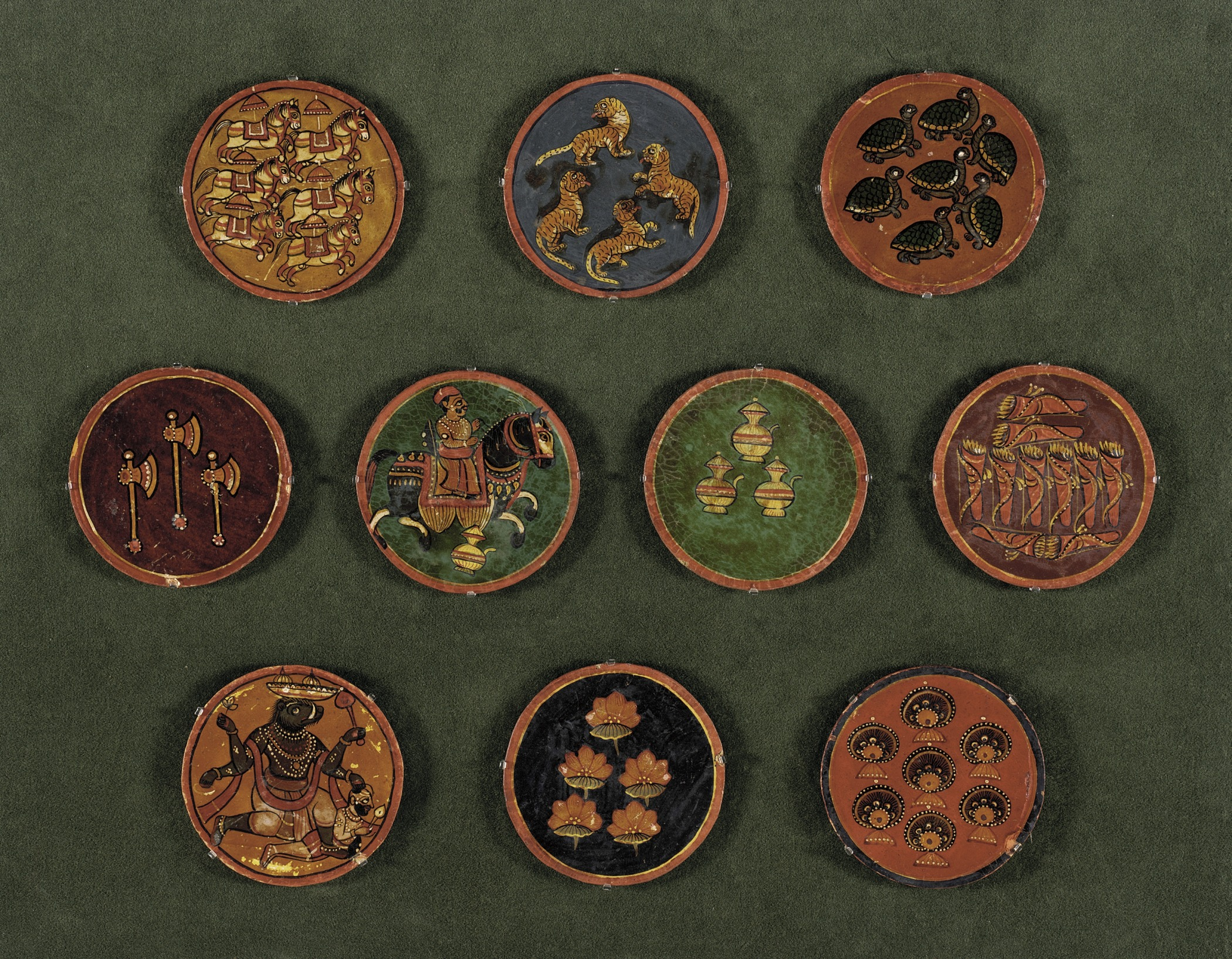

Les Ganjifas (aussi Gânjaphâ) sont un jeu de cartes originaire de Perse, qui est devenu populaire en Inde pendant l'Empire moghol, durant le XVIe siècle. Ces cartes sont de forme circulaire ou rectangulaire.

## Histoire
Le mot Ganjifa vient du persan ganjifeh (كنجفه), qui signifie "carte à jouer". La première mention de ce jeu est une biographie du début du XVIe siècle de Bâbur, le fondateur de la dynastie Moghole. Le jeu devint populaire à sa cour, sous la forme de paquets de cartes peintes sur ivoire ou écaille de tortue (darbar kalam). Plus tard, il se répandit parmi le peuple, sous forme de jeux moins coûteux (bazâr kalam) à base de bois, de feuille de palmier ou de carton.
Les ganjifas sont circulaires et faites à la main par des artisans locaux. Les enseignes comportent douze sujets sur des fonds colorés, avec des cartes basses allant de 1 à 10, et deux honneurs, un ministre ou conseiller (souvent appelé vizir) et un roi (souvent appelé rajah). Le style et la décoration de chaque jeu dépend de son créateur. Le dessin des cartes est basé sur les dix avatars de Vishnou.
En 1895, le général Albert Houtum-Schindler décrit les ganjifas en ces termes :
« Le mot ganjifeh est maintenant utilisé en persan pour les cartes à jouer européennes (quatre enseignes, cartes basses de l'as au dix, trois honneurs par enseigne), qui, cependant, sont aussi appelées rarak i âs, rarak i âsanâs, ou tout simplement âs, du nom du jeu âs ou âsanâs. Des récits des voyageurs du XVIIe siècle, nous savons qu'un paquet de ganjifas comprend de quatre-vingt-dix à quatre-vingt-seize cartes réparties en huit enseignes ou couleurs. Actuellement, un paquet comporte vingt cartes réparties en cinq couleurs ou valeurs. Ces valeurs sont :
1. Shîr va Khurshíd ou âs : Lion et Soleil, ou As ;
2. Shâh ou Pishâ : Roi ;
3. Bîbî : Dame (ou Reine) ;
4. Sarbâs : Soldat (ou Valet) ;
5. Lakat (signifiant quelque chose de peu de valeur) : généralement une danseuse.

Le dos des cartes est toujours noir ou foncé, mais le fond des faces est d'une couleur différente pour chaque carte, c'est-à-dire : le lion et le soleil, noir ; le roi, blanc ; la dame, rouge le Soldat, doré ; la basse carte, vert. 
Les dessins des cartes sont variés et volontiers obscènes, particulièrement celui de la basse carte. Les dessins habituel des cartes sont les suivants : Lion et Soleil, sont représentés comme dans les armoiries perses ; le Roi est assis sur son trône ; la Dame est une européenne accoutrée d'un costume assez surprenant ; le Soldat est un soldat persan portant son fusil sur l'épaule ; la basse carte est une danseuse persane.
Âs provient sans doute de notre mot "As", introduit en Inde par les Portugais. On ne trouve aucun de ces mots en persan. Le jeu de Âs est très semblable au poker, mais sans les couleurs et les suites. Il y a quatre joueurs, chacun recevant cinq cartes, données dans le sens anti-horaire. Le donneur met une mise. Le premier joueur regarde alors ses cartes. S'il "y va", il dit "dîdam" (j'ai vu), et égale la mise ou l'augmente. S'il ne veut pas jouer, il dit "nadîdam" (je n'ai pas vu) et rejette sa main. Il peut aussi "y aller" sans regarder ses cartes, et dit alors "nadîd dîdam", (sans voir, j'ai vu). Le deuxième joueur, s'il veut participer, doit égaler la mise et peut également surenchérir. Le troisième joueur et le donneur parlent à leur tour de la même façon qu'au poker, et quand plus aucun joueur ne surenchérit, les cartes sont retournées et le joueur possédant la meilleure main gagne la mise.
Les mains, de la plus forte à la plus faible sont :
- She va just (un brelan et une paire), un full ;
- Sehta, un brelan ;
- Do just, deux paires ;
- Just, une paire.

Dans tous les cas, l'as est la plus forte carte, suivie du roi, de la dame, du valet et enfin de la basse carte.
Quand deux joueurs ont les mêmes paires, les autres cartes permettent de décider de leur force relative.
Bluffer est une possibilité du jeu et se dit "tûp zadan" (tirer un coup de feu). Un bluff se dit "tûp". »

## Variantes

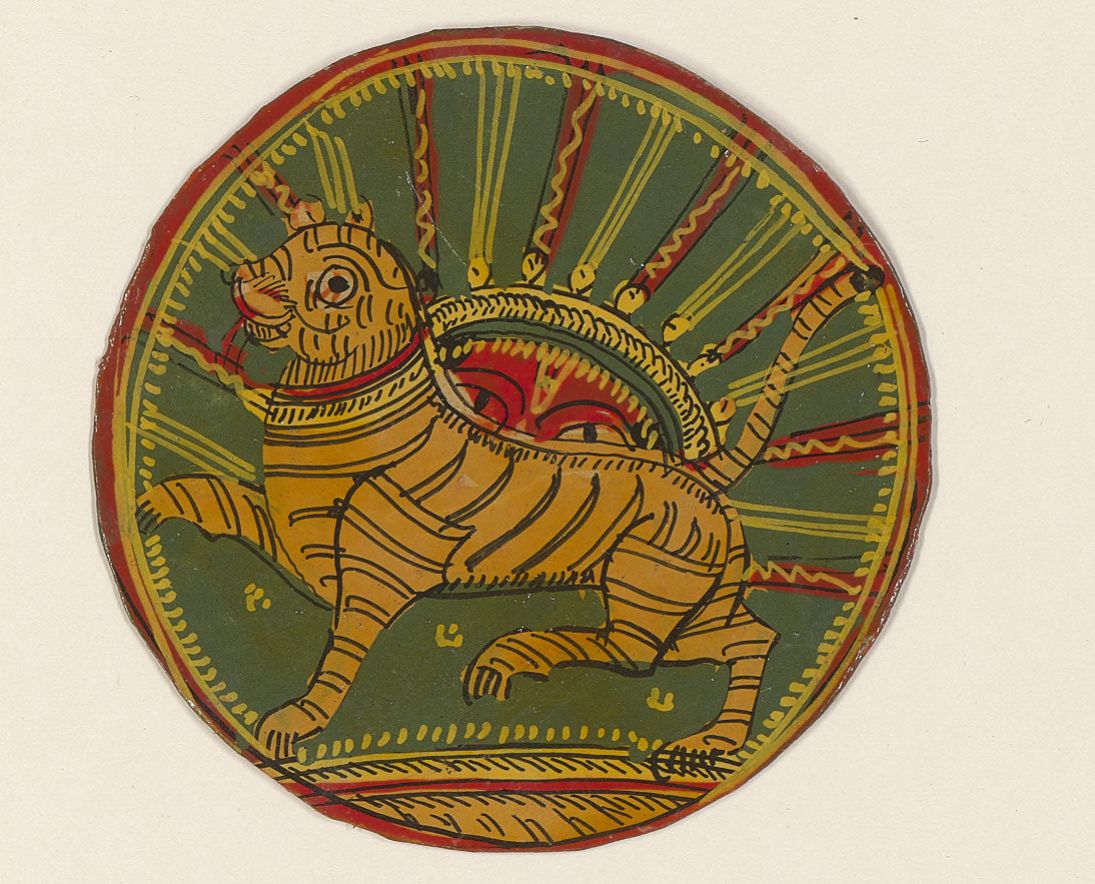
Ganjifa moghole de forme ronde, 6ème couleur : Surkh (soleils ou pièces d'or)

On pratique également les "Moghol Ganjifa" dans quelques lieux de l'Orissa avec 96 cartes réparties en 8 enseignes ou couleurs. On pratique également aux "Dashavatara Ganjifa" à trois joueurs avec 120 cartes, particulièrement à Sawantwadi dans le Maharashtra, ou à cinq joueurs, à Bishnupur, dans le Bengale Occidental.